# Trithemis dorsalis
Trithemis dorsalis – gatunek ważki z rodziny ważkowatych (Libellulidae). Występuje w Afryce Subsaharyjskiej – od wschodniej Demokratycznej Republiki Konga, Ugandy i Kenii na południowy zachód po Angolę oraz na południe po RPA.
W RPA imago lata od listopada do końca maja. Długość ciała 37,5–38,5 mm. Długość tylnego skrzydła 27,5–29 mm.